# La rosa del azafrán
La rosa del azafrán es una zarzuela en dos actos, adaptación libre de la comedia de Félix Lope de Vega El perro del hortelano, con música de Jacinto Guerrero, y estrenada el 14 de marzo de 1930 en el Teatro Calderón de Madrid. Los libretistas fueron Federico Romero y Guillermo Fernández-Shaw, dúo que previamente había colaborado con Amadeo Vives. Estuvieron en el reparto del estreno Felisa Herrero como Sagrario y Emilio Sagi Barba como Juan Pedro. La acción trascurre en La Mancha española.

## Acto I
El libreto, como en la mayoría de las zarzuelas, alterna las partes cantadas con las habladas. La parte cantada no excede la hora de duración. El tema es clásico: el amor entre dos personajes de diferentes clases sociales. El nombre de la zarzuela se debe al azafrán, una planta con raíz bulbosa, de flores moradas y estigmas rojos que se usa para condimentar y para teñir de amarillo; también posee algunas propiedades medicinales. Se hace referencia en el libreto a que el amor es tan frágil como esta flor peregrina otoñal, "que brota al salir el sol y muere al caer la tarde".

### Escena primera
(en una hacienda española)
Se inicia la zarzuela con los compases alegres del baile de una Seguidilla en festejo por el Patrono del pueblo, y Catalina entonando Aunque soy de La Mancha, no mancho a nadie, que ha devenido en un himno popular manchego. Aparece Juan Pedro, un labrador contratado por la hacienda, con Aunque soy forastero, y luego con la célebre canción del sembrador: Canción: Cuando siembro voy cantando. 
Juan Pedro le había pedido matrimonio a Catalina, ella le pide a su ama Sagrario permiso. Sagrario acepta siempre que Juan Pedro se vaya de la hacienda, pues no consentía que los novios estén bajo el mismo techo. También lo hacía porque sentía atracción por él, y quería tenerlo lo más lejos posible, porque eran de diferentes clases sociales.
Tras escuchar el Dúo: Ama, lo que usted me pide, Catalina se da cuenta de que la atracción entre Juan Pedro y Sagrario era mutua, y no lo acepta.
De manera secundaria, también en esta escena, Moniquito trata de que Catalina lo acepte como su enamorado, pues aunque era flojo y algo descarado, buscaba una mujer. También aparece Don Generoso, un noble anciano que antiguamente había tenido propiedades y buena fortuna, mas lo había perdido casi todo en la guerra. Ahora, algo loco, buscaba formar un nuevo ejército de niños. Moniquito y Custodia hablan con el pobre anciano, quien había perdido un hijo en su juventud, lo que le trastornó la mente. Esta situación dará un giro en el siguiente acto. Además, el gañán Carracuca busca a Custodia para que lo ayude a curar a su esposa, enferma de histeria.

### Escena segunda
(calle de un pueblo) 
Juan Pedro y otros campesinos quieren dar serenata a sus amadas. Se canta Ronda: Hoy es sábado y no quiero dormir en la quintería (Grandes períodos en que la gente iba al campo a trabajar ). Moniquito, buscando trepar al balcón de la mujer a quien cortejaba con una escalera, encabeza el Pasacalle: Dos por dos son cuatro.

### Escena tercera
(en una hacienda española) 
Las mujeres de la hacienda, se encuentran reunidas pelando las cáscaras del azafrán, las jóvenes, pensando en sus mozos. Coro: De mondar mucha rosa yo no me alabo. Sagrario entona la bella melodía que le da nombre a la zarzuela La rosa del azafrán es una flor arrogante, luego acompañada por todos. En esta misma escena, Sagrario le confía a Custodia que ama a Juan Pedro, pero sabía que este amor era imposible. Sigue el trabajo de las mujeres Coro: Si quieres que te lo diga. Aparece Juan Pedro y le explica sus sentimientos. Sagrario se niega por orgullo. Juan Pedro decide irse, renunciando al amor: Tan frágil es el amor como esta flor peregrina.

## Acto II

### Escena primera
(calle de un pueblo)
Ha pasado casi un año y Catalina decide aceptar a Moniquito ante la ausencia de Juan Pedro, pero al verlo se decepciona porque no lo consideraba un buen partido. Dúo: Pero ven acá. Mientras tanto, la esposa de Carracuca se murió, y éste estaba buscando nueva esposa, porque tenía muchos hijos que no podía cuidar. Tanguillo: ¡Conformidad!. Se acercan muchas pretendientes solteronas que estaban dispuestas: Coro: La Juliana, de casarse contigo tiene ganas. Entre Carracuca y Moniquito sólo encuentran defectos entre ellas.
Reaparece Juan Pedro, quien no había olvidado a Sagrario, ni ella a él, pero la diferencia por el status era tan obvia, que no permitía el amor entre ellos: Romanza: No me duele que se vaya.
Juan Pedro le pide ayuda a Custodia, quien al ver que ambos sufrían injustamente, halla la solución: Juan Pedro se haría pasar por el hijo de Don Generoso, y al mismo tiempo esto podría ayudar a Don Generoso a recuperar la cordura.

### Escena segunda
(en el campo) 
Las espigadoras empiezan su canto Coro: Acudid, muchachas y Catalina entona Esta mañana muy tempranito tras la faena por la cosecha. Todos se enteran de que Don Generoso había encontrado a su hijo: Juan Pedro, lo que cambiaba su status totalmente.

### Escena tercera
(en una hacienda española) La celebración por las próximas bodas de Juan Pedro y Sagrario comienza con la alegre Jota: Bisturí, Bisturí se quería casar y las intervenciones de Sagrario: Manzanares, Manzanares ya no es tierra de manzanos y de Juan Pedro: Quisiera ser tu pañuelo. Sin embargo Juan Pedro siente remordimientos de que se unieran por un ardid, por lo que decide confesar su pesar: Dúo: Tengo una angustia de muerte. Sin embargo, Sagrario ya lo sabía, y sus sentimientos hacia él ya no podían cambiar.
Culmina con un final feliz para todos: los amantes juntos, Don Generoso se recupera de su locura, y el viudo Carracuca se casa con Catalina, excepto para Moniquito, que ve deshechas sus esperanzas con Catalina. Los compases del "Bisturí, Bisturí" cierran la zarzuela en medio de la alegría general.